# Џејмс Браун (фудбалер)
Џејмс Браун (31. децембар 1908 — 9. новембар 1994) био је шкотски амерички фудбалер који је играо за националну фудбалску репрезентацију Сједињених Држава на Светском првенству ФИФА 1930, постигавши једини гол америчког тима у полуфиналном поразу од 6:1 против Аргентине. Каријеру је започео у америчкој фудбалској лиги пре него што се преселио у Енглеску, а затим у Шкотску. Након повлачења из игре, тренирао је омладинске, старије аматерске и професионалне тимове. Уведен је у америчку Националну фудбалску кућу славних 1986. године.

## Младост
Родио се у Kilmarnock-у, одрастао у Troon-у, као најстарији од четворо браће, од којих су двојица професионално играли као голмани. 1920. године његов отац напустио је породицу и преселио се у САД. 1927. године Браун је напустио Шкотску да тражи оца, настанио се у Вестфилду, Њу Џерзи и пронашао посао у фабрици металних производа. Његов брат Џок такође је играо за Шкотску и освојио је шкотски ФА куп 1939. године са Clyde FC, док је најмлађи брат Том професионално играо у Енглеској за Ipswich Town. Алек Ламби, њихов ујак је био познати професионални центархалф и капитен Partick Thistle-а 1920-их.

## Аматерска каријера
Браун никада није као младић играо организовани фудбал у Шкотској. Када је стигао у Сједињене Државе, придружио се фудбалском клубу Plainfield, затим је играо са Bayonne Rovers, локалним аматерским тимом у пролеће 1928. године. Браун, познат у локалним новинама под називом "Црвени" или "Ђумбир", био је ватрени младић који је дао гол у свакој утакмици коју је играо са тимом. У септембру 1928. године потписао је за Newark Skeeters из Америчке фудбалске лиге. Међутим, лига је суспендовала клуб у септембру 1928. у склопу "Фудбалског рата". Браун је одиграо 42 утакмице и постигао 12 голова са овим тимом у Америчкој фудбалској лиги (ASL) и источној професионалној фудбалској лиги. На крају сезоне вратио се у ASL када је потписао са New York Nationals, али одиграо је само једну утакмицу и није постигао гол.

## Национални тим
1930. године Браун је позван у амерички национални тим који се спремао за светско првенство 1930. године. У то време захтеви националног тима били су мање строги и Браун је био изабран на основу држављанства свог оца, а не сопственог. Америчко држављанство добио је средином јуна 1930. године. Браун је одиграо све три утакмице за САД у првенству док је тим прошао у полуфинале, постигавши једини гол за САД у 89. минуту против Аргентине. После елиминације, САД су одиграле низ егзибиционих мечева широм Јужне Америке против професионалних и регионалних тимова у Уругвају и Бразилу. Браун је постигао један погодак у последњој утакмици против Botafogo F.C. у Бразилу, изгубили су са 4–3 у утакмици која се рачуна као интернационална. То су била његова једина четира учешћа у америчкој репрезентацији.

## Професионална каријера

### Сједињене Америчке Државе
1930. Браун је постао професионалац у New York Giants, постигавши 13 голова у 26 наступа. Убрзо након тога, позван је у америчку репрезентацију за Светско првенство 1930. године. По повратку из Уругваја, придружио се свом тиму који је преименован у New York Soccer Club, где је у 25 наступа постигао 6 голова. Затим је прешао у Brooklyn Wanderers за пролећну сезону 1931. године где је постигао 10 голова у 31 наступу. Браун је прешао у Newark Americans у јесен 1931. године, одиграо је 13 утакмица и постигао 7 голова. Због пропадања Америчке фудбалске лиге, у августу 1932. године одлучио је да се врати у Велику Британију.

### Енглеска
На основу његовог успеха у САД и професионално и са репрезентацијом, неколико тимова из Енглеске и Шкотске изразило је интересовање за потписивање уговора са Брауном. У августу 1932. године, већ док је брод прилазио пристаништу, представници тих тимова су га чекали. Браун је играо од 1932. до 1934. године са клубом Манчестер Јунајтед, постигавши 17 голова у 40 утакмица, што је друго највише место у екипи. Мада је Браун редовно постизао голове са Јунајтедом, наљутио је руководство тима својом отвореном подршком за синдикат играча. 6. маја 1934. године, пре него што је Јунајтед пребацио Брауна у Брентфорд у другој дивизији за 300 фунти, постигао је једини погодак у финалном мечу Купа Манчестер (сениора) против супарничког градског ривала, Манчестер ситија. Нажалост, као и код Манчестера, његово расположење према синдикату брзо је пореметило његове односе са власништвом Брентфорд тима. За први тим имао је само један наступ, али је постигао 53 гола у 74 утакмице за резерве и освојио London Challenge Cup 1934–35.
У септембру 1936, Brentford, недавно промовисан у прву дивизију, послао га је у Тотенхем хотспер за надокнаду од 1.200 фунти. У својој једној сезони тамо је одиграо само четири утакмице првог тима, али је за резерве постигао двадесет и један гол у тридесет утакмица. У јулу 1937. године Браун је прешао у полупрофесионални Guildford City из Јужне фудбалске лиге за 750 фунти. Током своје две сезоне са овим клубом, Браун је постигао 148 голова на 150 утакмица и помогао клубу да освоји титулу Јужне лиге током сезоне 1937–38. Током сезоне 1938/39, Браун је забележио 5 хет-трикова и постигао 7 голова у једној утакмици против Exeter City-ја. Напустио је клуб крајем 1939/40, због здравствених проблема. Потом се преселио на север како би завршио каријеру у шкотском клубу прве дивизије Clyde, потписао је уговор у новембру 1940. године и одиграо две утакмице са братом Џоном против Queen's Park-а у фебруару и марту 1941. године. Убрзо се повукао због повреда. 

## Тренерска каријера
Крајем 1948. вратио се у Сједињене Државе где је постао главни тренер фудбалске екипе Greenwich High School. Џејмс се придружио неколицини људи у формирању Државне аматерске лиге Конектиката, као и Greenport United-а. Када је његов син Џорџ почео да игра за Greenport United, Браун му се придружио две сезоне као тренер-играч. Затим је двадесет две године тренирао фудбалски тим Brunswick School и Newark Falcons из Америчке фудбалске лиге од 1956. до 1958. године. Браун је уведен у Националну Фудбалску Кућу славних и Куће славних држава Конектикат и Нова Енглеска. Његов син Џорџ уврштен је 1995. године.

## Лични живот
Након што се повукао из професионалног играња 1941. године, Браун је наставио свој посао са трговином у бродоградилишту Трун, а затим се вратио у САД да тренира Varsity soccer и Riflery.

## Титуле и награде
Резерве Манчестер Јунајтеда
- Манчестер (сениорски) шампиони у купу (1): 1933/1934 [6]

Резерве Брентфорд
- London Challenge Cup (1): 1934–35[4]

Guildford City
- Southern Football League (1): 1937–38[5]
- Mayor of Aldershot Cup (1): 1939
- Surrey Combination Cup (2): 1938 – 1940
- Leading goalscorer 1937/1938 & 1938/1939

Сједињене Америчке Државе
- ФИФА Светско првенство: Треће место, 1930. [7]

Појединачно
- Национална дворана славних: 1986
- Кућа славних Конектиката: 2000
- Кућа славних у Новој Енглеској: 2005